# 13-й Венецианский кинофестиваль
13-й Венецианский международный кинофестиваль проходил в Венеции, Италия, с 20 августа по 12 сентября 1952 года.

## Жюри
- Марио Громо (председатель жюри, Италия)[2];
- Филиппо Сакки,
- Антонио Фалькуи,
- Перикле Фаццини,
- Энцо Мазетти,
- Сандро Де Фео,
- Луиджи Роньони,
- Карло Трабукко,
- Джузеппе Унгаретти (Италия).

## Конкурсная программа
- Запрещённые игры, режиссёр Рене Клеман
- Чингисхан, режиссёр Мануэль Конде
- Смерть коммивояжёра, режиссёр Ласло Бенедек
- Европа 51, режиссёр Роберто Росселлини
- Ночные красавицы, режиссёр Рене Клер
- Парни не плачут, режиссёр Филип Ликок
- Сестра Керри, режиссёр Уильям Уайлер
- Как важно быть серьёзным, режиссёр Энтони Эсквит
- Телефонный звонок от незнакомца, режиссёр Жан Негулеско
- Тихий человек, режиссёр Джон Форд
- Жизнь куртизанки Охару, режиссёр Кэндзи Мидзогути
- Мэнди, режиссёр Александр Маккендрик

## Награды
- Золотой лев: Запрещённые игры, режиссёр Рене Клеман[3]
- Кубок Вольпи за лучшую мужскую роль: Фредрик Марч  — Смерть коммивояжёра
- Кубок Вольпи за лучшую женскую роль: не присуждалась
- Специальный приз жюри: Мэнди, режиссёр Александр Маккендрик